# كريستيان ماراكر
كريستيان ماراكر (بالسويدية: Christian Maråker) مواليد 24 سبتمبر 1982 في السويد، هو لاعب كرة سلة سويدي. بدأ مسيرته الاحترافية في سنة 1999. يلعب مع فريق بوروس كلاعب وسط. يحمل الرقم 12. يبلغ طوله 6 قدم 9 بوصة (2.1 م). لعب كرة السلة الجامعية في الولايات المتحدة.

## المسيرة الاحترافية
لعب مع سودرتاليا كينغ في موسم 2000–2001، ثم لعب مع نادي أوليمبيا لكرة السلة في موسم 2006–2007، ثم لعب مع باسكت سرقسطة 2002 في الدوري الإسباني في موسم 2006–2007، ثم لعب مع نادي لاردة لكرة السلة في موسم 2007–2008، ثم لعب مع نادي تنريفي لكرة السلة في الدوري الإسباني في موسم 2008–2009، ثم لعب مع نورشوبينغ دولفينز في موسم 2012–2013.

## روابط خارجية
- كريستيان ماراكر على موقع الاتحاد الدولي لكرة السلة (الإنجليزية)
- كريستيان ماراكر على موقع الدوري الأوروبي لكرة السلة (الإنجليزية)
- كريستيان ماراكر على موقع كرة السلة الأوروبية.كوم (الإنجليزية)
- كريستيان ماراكر على موقع كلية كرة السلة في سبورتس رفرنس.كوم (الإنجليزية)
- كريستيان ماراكر على موقع ريلجم (الإنجليزية)
- كريستيان ماراكر على موقع بروبوليرز (الإنجليزية)
- كريستيان ماراكر على موقع سبورتس رفرنس (الإنجليزية)